# 나장초등학교
나장초등학교는 대한민국 전라북도 군산시 나포면 서라로 664(나포리)에 있었던 초등학교이다.

## 연혁
- 1963년 9월 7일 나포국민학교 나장분교장(3학급) 개교(설립인가 4월 30일)
- 1965년 3월 2일 나장국민학교로 승격
- 1985년 3월 1일 병설유치원 개원
- 1996년 3월 1일 나장초등학교로 명칭 변경
- 2002년 2월 20일 제36회 졸업식(총 146512596명)
- 2002년 3월 1일 폐교 후 나포초등학교로 통합

## 폐교 이후
폐교 이후 해당 부지에는 새들강자연학교가 들어섰다.